# 奈米獵殺
《奈米獵殺》（Prey），中國大陸譯名《獵物》，是美國作家麥可·克萊頓發表的「科技驚悚小說」。這部小說由哈潑‧柯林斯出版社（HarperCollins）於2002年11月以精裝本首發。如同《侏羅紀公園》，這部小說也有意作為科技發展的警世題材，這回的茅頭轉向奈米科技。這部小說的特色在於描述了電腦科學共同體的新發展，像人工生命、突現行為、基因演算法和代理電腦人。

## 小說情節
小說主要描述了一位失業的人工智慧程式設計師，應聘到妻子任職的分子科技公司解決程式問題。這家公司利用基因工程改造大腸桿菌細胞，製造第三方製造者，藉以大量生產新的分子群集，然後負責為美國國防部生產一種可作為監視偵察的照相機奈米群集。但是由於建商的疏漏，造成奈米群集外洩，更令人驚訝的是，奈米群集竟然能自給自足，並且進化產生智慧，攻擊有機生物。傑克利用自己對人工智慧深入瞭解的優勢，多次逃過奈米群集的致死打擊，最後成功撲滅奈米群集，只是沒想到，還有更驚人的內幕隱藏在後頭。

## 作品主題
- 是描述智慧型奈米機器人逃脫人類掌控，獨立自主，自我複製，對人類造成威脅的故事。這部小說大致提及已經在科幻小說裡廣泛討論的「灰色粘质」概念。這部小說在許多方面，像是奈米顆粒的雲狀性質、進化以及藏身巢穴，都跟波蘭科幻小說大師史坦尼斯勞．萊姆（Stanisław Lem）1964年的作品《The Invincible》相當類似。

- 另外一個主題是公司層級的短視近利，使公司陷入新科技所產生的管理危機，而導致不可收拾的災難。麥可·克萊頓解釋這部小說講的是，當生化科技發展起飛後，若是沒有適當的控管，很有可能會危及地球上的所有生物。

- 台灣奈米國家型科技計畫總主持人吳茂昆教授，為台灣版寫的專文推薦中指出，書中的場景不可能會出現，「許多書中所想像的情景與效能，並無足夠的學理證據。但重要的是，書中所引用的一些想法與目前奈米科技研發的重點方向是相一致的。例如書中提及，被創造的「群集」以壓電晶片（Piezo Wafer）作為將太陽能轉換其所需能源的機件，就學理而論，此一想法應是無效的，因為壓電晶片用來做光電轉換，效率太低。但以奈米結構作為光電元件以為未來替代石化產生的能源，確實是奈米科技發展的主要課題之一。」

## 其它
- 有人指出美國電視劇《迷失》裡的神秘怪物（英语：Mythology of Lost）是從《奈米獵殺》中的奈米群集，不過官方已經否認了那隻叢林中的怪物是奈米機器人。